# Дофін (Манітоба)
Дофін (англ. City of Dauphin) — місто в області Паркленд, у західній частині провінції Манітоба в Канаді.
У 1996 році населення міста становили вихідці з Великої Британії (54.08 %) і 41.04 % з України.

## Розташування
Дофін знаходиться за 340 км від столиці Манітоби міста Вінніпеґ, на річці Верміліон, на захід від озера Дофін.

## Історія
Місто Дофін отримав свою назву від сусіднього однойменного озера Дофін (англ. Dauphin Lake). Відомий мандрівник П'єр Готьє де Варенн у 1741 році виявив у цих краях озеро (площа озера 519 км², десяте за величиною в Манітобі) і вирішив його назвати на честь спадкоємця французького престолу. Слово фр. Dauphin з французької мови перекладається як «Дофін» — це «спадкоємець престолу».
У 1883 році в цю місцевість стали прибувати перші поселенці, які утворили тут, недалеко один від одного, два поселення, Ґартмо та Старий Дофін.
1896 року в цьому районі проклали залізницю. Вона проходила якраз посередині між цими двома поселеннями.
Потихеньку люди стали переселятися дедалі ближче й ближче до залізничних колій, і два поселення злилися в одне. Також поселення почало розростатися за рахунок масового переїзду в ці місця вихідців з України. Улітку 1896 року на північно-західній околиці Дофіна поселилися 15 родин із Галичини, назвавши свою колонію «Україна». Серед перших поселенців були Іван Бодруг та Іван Неґрич. У 1897 році колонію відвідав о. Н. Дмитрів і описав її у брошурі «Канадійска Русь» (Маунт Кармел, 1897), закликаючи на заселення родючих земель. Станом на 1899 рік в околиці Дофіна мешкало 453 переселенці-українці. Серед них 195 осіб були із Борщівщини, 40 із Теребовлянщини, 25 із Коломийщини.
1902 року в Дофіні було зведено греко-католицьку церкву святого Михаїла. У 1939 році побудовано церкву Воскресіння (за проектом Філіппа Ру; інтер'єр розписав Теодор-Богдан Баран 1957–58).
Упродовж років відсоток українців у Дофін зріс з 9,6 % у 1931 році, до 41,8 % у 1953.
У 1950-х роках кількість українців зросла так, що в колись населеному англосаксами місті, українці стали переважною більшістю.
У 1898 році Дофін отримав статус села (англ. village), а в 1901 році — статусу містечка (англ. town). 1998 року Дофін став повноцінним містом (англ. city).
З 1974 по 1979 рік у Дофіні тривав один із найвідоміших експериментів з базовим доходом.

## Клімат
| Клімат Дофіна                                            | Клімат Дофіна | Клімат Дофіна | Клімат Дофіна | Клімат Дофіна | Клімат Дофіна | Клімат Дофіна | Клімат Дофіна | Клімат Дофіна | Клімат Дофіна | Клімат Дофіна | Клімат Дофіна | Клімат Дофіна | Клімат Дофіна |
| Показник                                                 | Січ.          | Лют.          | Бер.          | Квіт.         | Трав.         | Черв.         | Лип.          | Серп.         | Вер.          | Жовт.         | Лист.         | Груд.         | Рік           |
| Абсолютний максимум, °C                                  | 9,6           | 13,9          | 24,2          | 35,2          | 39,2          | 37,3          | 36,0          | 39,0          | 37,8          | 31,1          | 22,2          | 12,3          | 39,2          |
| Середній максимум, °C                                    | −10           | −7,1          | −0,5          | 10,1          | 17,6          | 22,1          | 25,2          | 24,6          | 18,1          | 10,1          | −0,6          | −8            | 8,5           |
| Середня температура, °C                                  | −15,4         | −12,6         | −6,1          | 3,6           | 10,5          | 15,7          | 18,7          | 17,7          | 11,7          | 4,4           | −5,3          | −13,1         | 2,5           |
| Середній мінімум, °C                                     | −20,7         | −18           | −11,6         | −2,9          | 3,4           | 9,2           | 12,1          | 10,6          | 5,2           | −1,4          | −10           | −18,1         | −3,5          |
| Абсолютний мінімум, °C                                   | −43,3         | −44,4         | −39           | −27,8         | −12,2         | −3,9          | 0,6           | −0,6          | −9,7          | −20,9         | −34,5         | −39,4         | −44,4         |
| Норма опадів, мм                                         | 13.7          | 10.7          | 24.0          | 29.6          | 54.9          | 82.0          | 73.1          | 61.3          | 58.2          | 35.2          | 20.8          | 18.6          | 481.9         |
| -------------------------------------------------------- | ------------- | ------------- | ------------- | ------------- | ------------- | ------------- | ------------- | ------------- | ------------- | ------------- | ------------- | ------------- | ------------- |
| Джерело: Канадський департамент навколишнього середовища |               |               |               |               |               |               |               |               |               |               |               |               |               |

## Культура і туризм
Місто проводить щорічний «Національний український фестиваль Канади» (англ. Canada's National Ukrainian Festival) у Меморіальному парку «Село Україна». Ідея проведення Національного українського фестивалю Канади в Дофіні виникла ще в далекому 1965 році. Основною місією цієї події стало збереження і розвиток принципів культурної спадщини канадських українців. З роками фестиваль перетворився на національне українське свято, пристосоване до культури Канади.
У 13 км на півдні від Дофіна розташований Національний парк «Райдінґ-Маунтен».
Між містом і парком знаходиться український тематичний Меморіальний парк «Село Україна» (англ. Selo Ukraina), який відкритий тільки влітку. Парк, разом з річкою, займає територію 58 га.
У парку «Село Україна» є:
- сцена і амфітеатр на 4000 осіб;
- з'їздовий центр;
- фестивальна площа;
- школа народної творчості;
- готель.

5 жовтня 1984 року парк «Село Україна» відкрила королева Великої Британії Єлизавета II.

### Пам'ятки
- Фермерське господарство Неґрича (англ. Negrych Homestead, Пам'ятка провінції Манітоба, Національна історична пам'ятка Канади) було засноване між 1897 та 1910 роками Василем та Анною Неґричами. Родина Василя та Анни Неґричів з сімома дітьми емігрувала з Прикарпаття до Канади у 1897 році. Господарство вважається найстаршим поселенням у провінції, побудованим у традиційному українському стилі, а також місцем, де найповніше збереглися оригінальні фермерські побудови доби піонерів. У господарстві збереглося 10 оригінальних будов, включаючи будівлю, дах якої виготовлений у традиційному карпатському стилі.

- Народний дім Родес (англ. Rhodes Community Hall, Пам'ятка муніципального значення), який було побудовано у 1933 році українськими поселенцями і є свідченням того, яке значення вони надавали суспільному та культурному життю громади[8]. У Народному домі Родес є сцена та балкон, що давало змогу представляти театральні постановки, хореографічні вистави, демонструвати фільми, відзначати весілля тощо.

- Українська католицька церква Воскресіння Христова (англ. Ukrainian Catholic Church of the Resurrection, Національна історична пам'ятка Канади). Зведення церкви тривало з 1936 по 1939 рік, а розпис здійснили у 1957—1958 роках. Будівля вважається вираженням українсько-канадської ідентичності. Розпис церкви наслідує візантійську католицьку іконографічну традицію. Отець Філіпп Ру підготував креслення для церкви, український митець Теодор-Богдан Баран здійснював розпис церкви. У 1997 році цю церкву було внесено до списку Національних історичних місць Канади.[9]

## Спорт
У місті є хокейна команда «Дофін Кінгз», яка виступає в «Юніорській Хокейній Лізі Манітоби» (MJHL). Домашньою ареною клубу є «Credit Union Place», яка була побудована у 2006 році.
Клуб «Королі Дофіна» є володарем «Turnbull Memorial Trophy» у 1969, 1970, 1972, 1977, 1983, 1993 і 2010 роках, клуб також є володарем «Anavet Cup» 2010 року. До 2006 року команда грала на арені «Dauphin Memorial Community Centre» (DMCC), яка була побудована після Другої світової війни.

## Релігія
У місті знаходяться православна церква Святого Георгія, греко-католицька церква Воскресіння Христова (Національна історична пам'ятка Канади), нова церква Воскресіння Христова (УГКЦ), перша баптистська церква Предтечі, лютеранська церква Святої Трійці, англіканська церква Святого Павла, Перша об'єднана церква (пресвітеріан та методистів), Дім молитви.

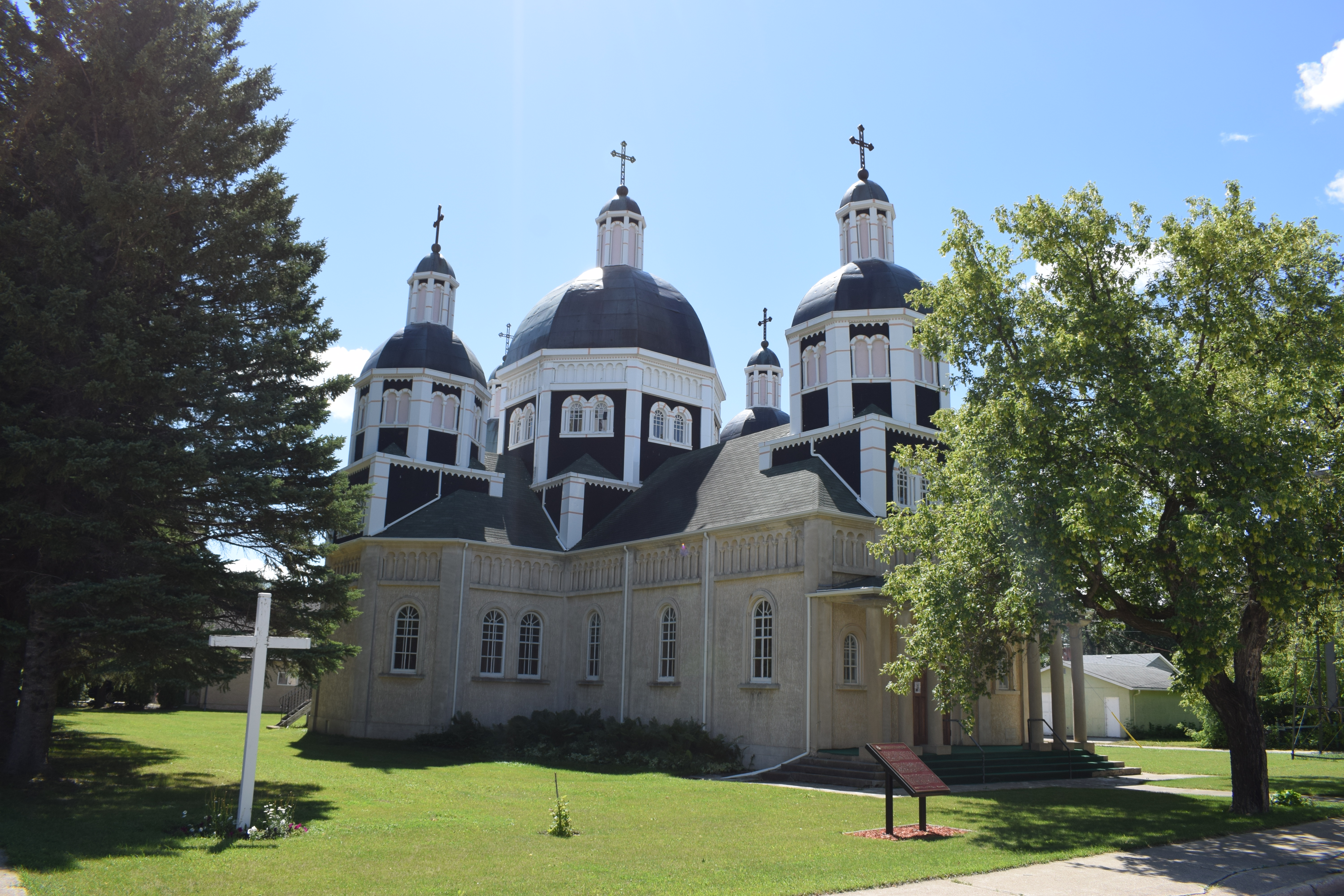
Українська церква Воскресіння Христова
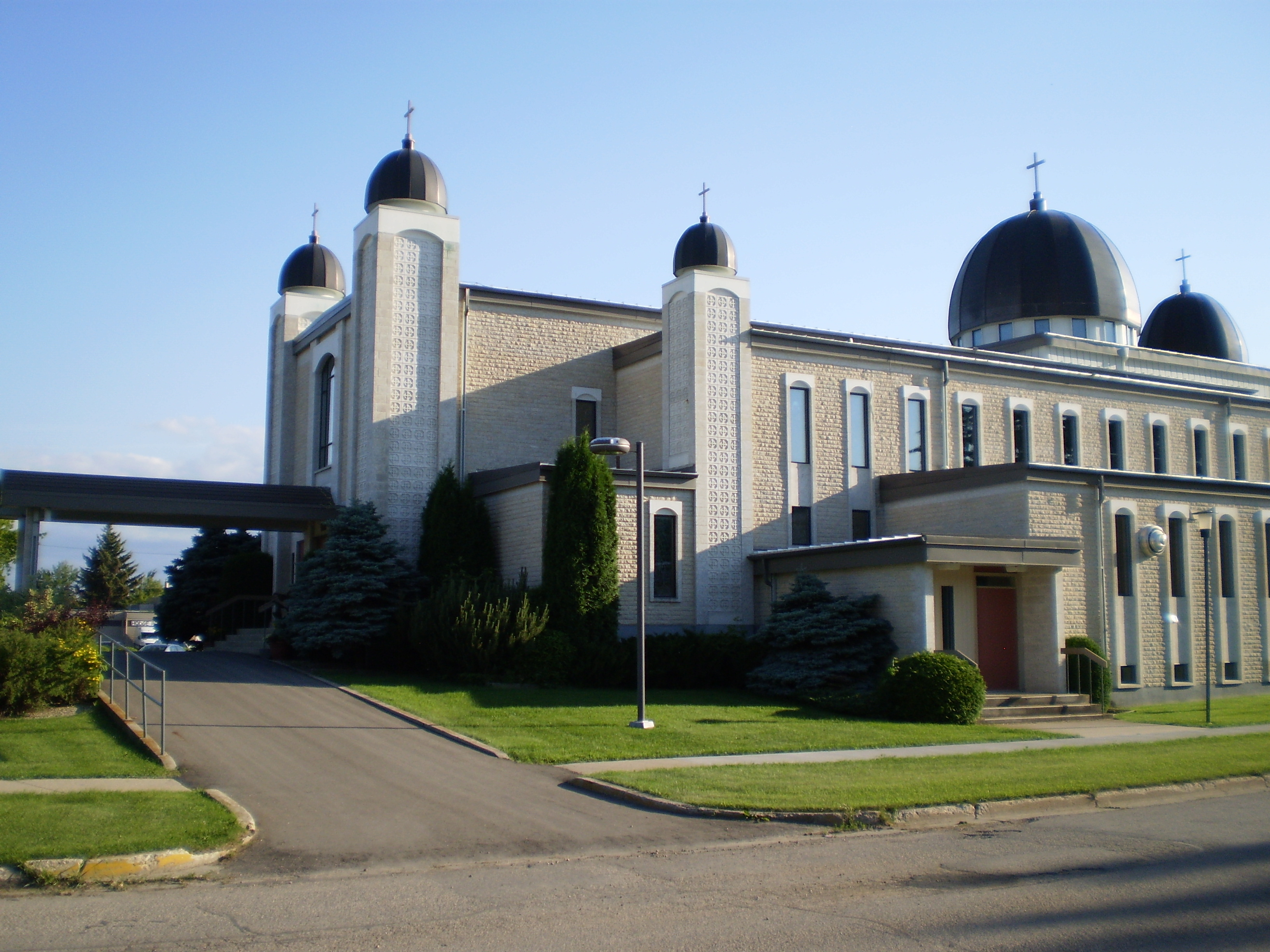
Нова українська церква Воскресіння Христова
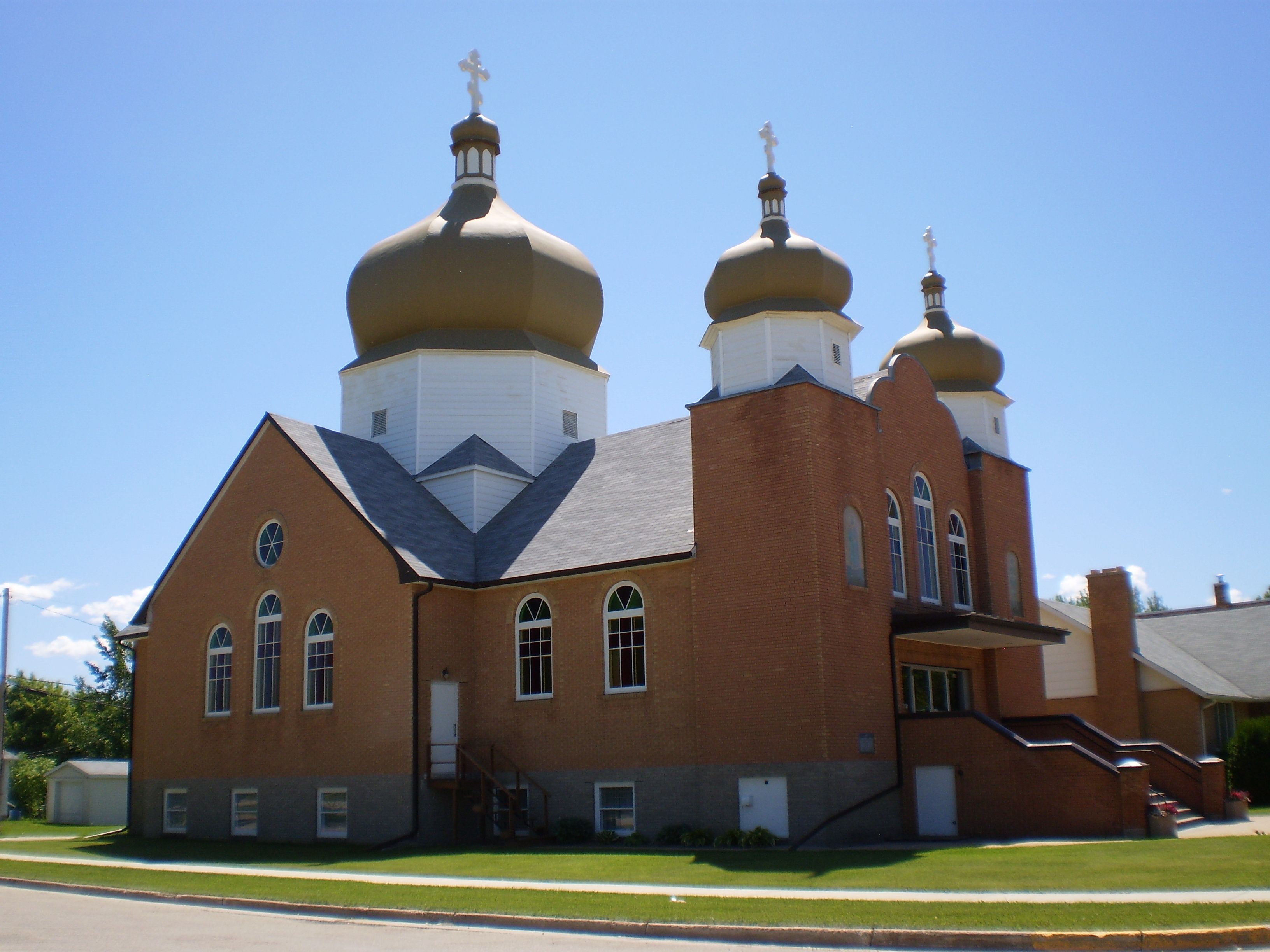
Українська церква Святого Георгія
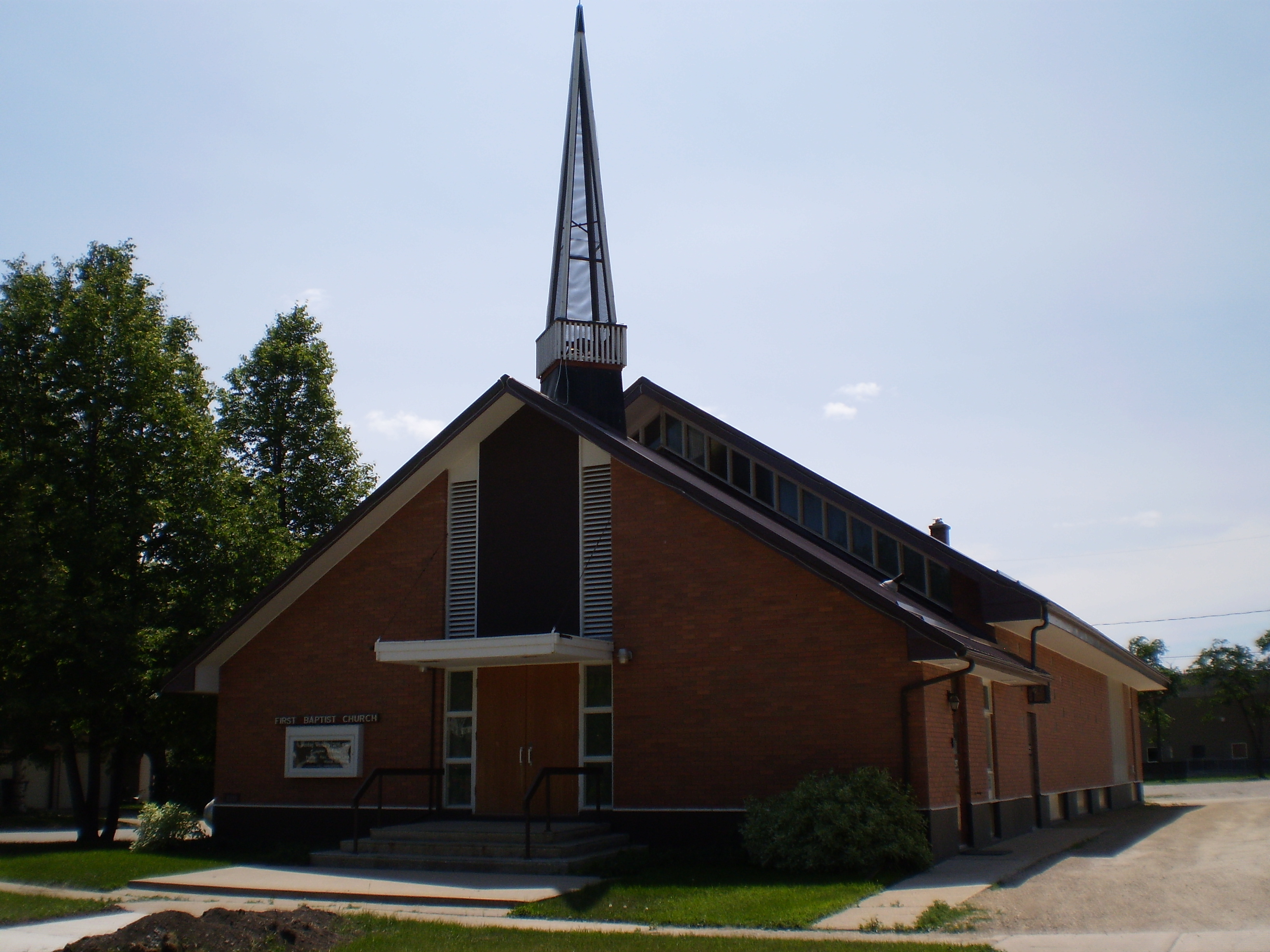
Церква Предтечі
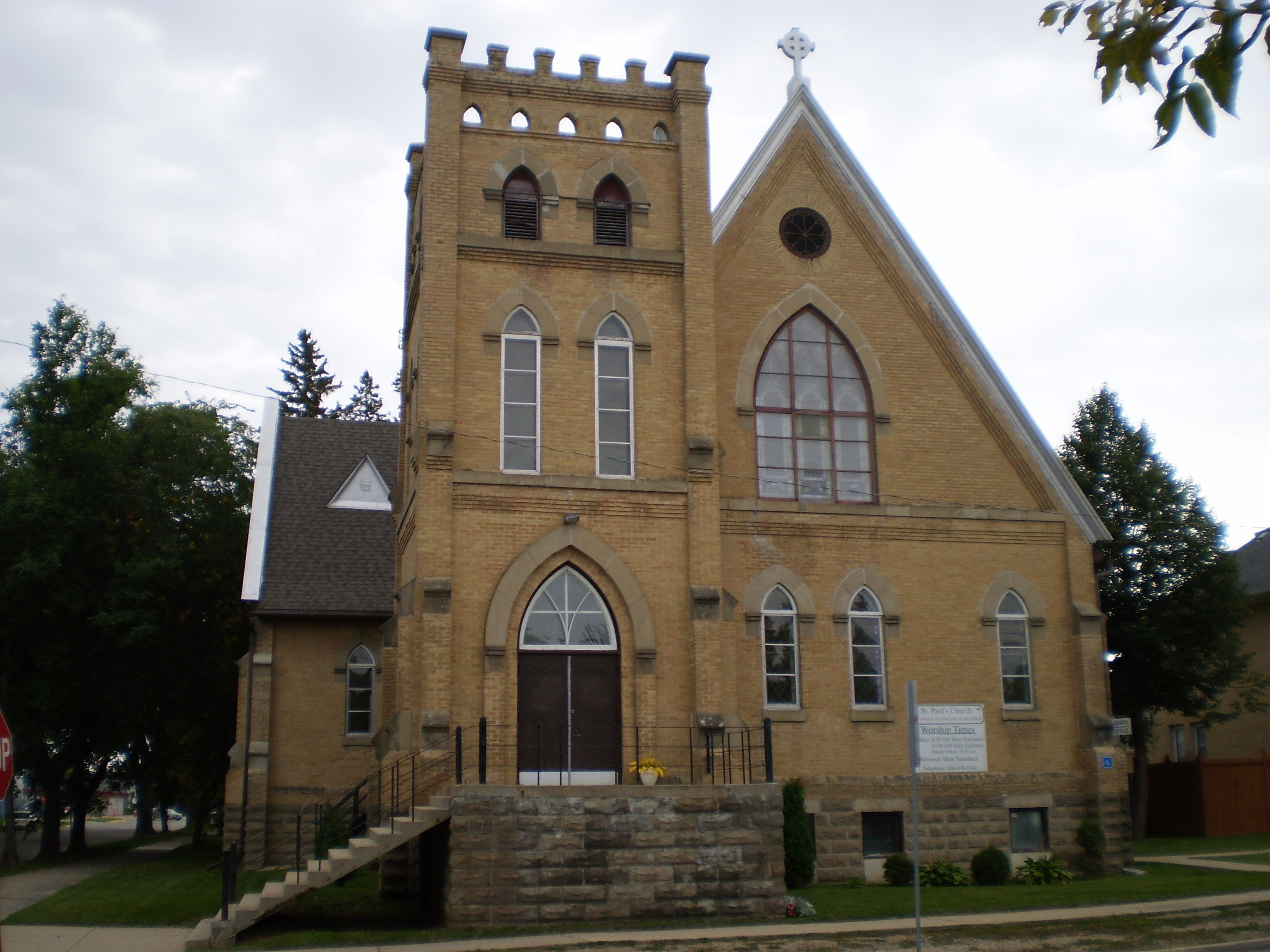
Церква Святого Павла
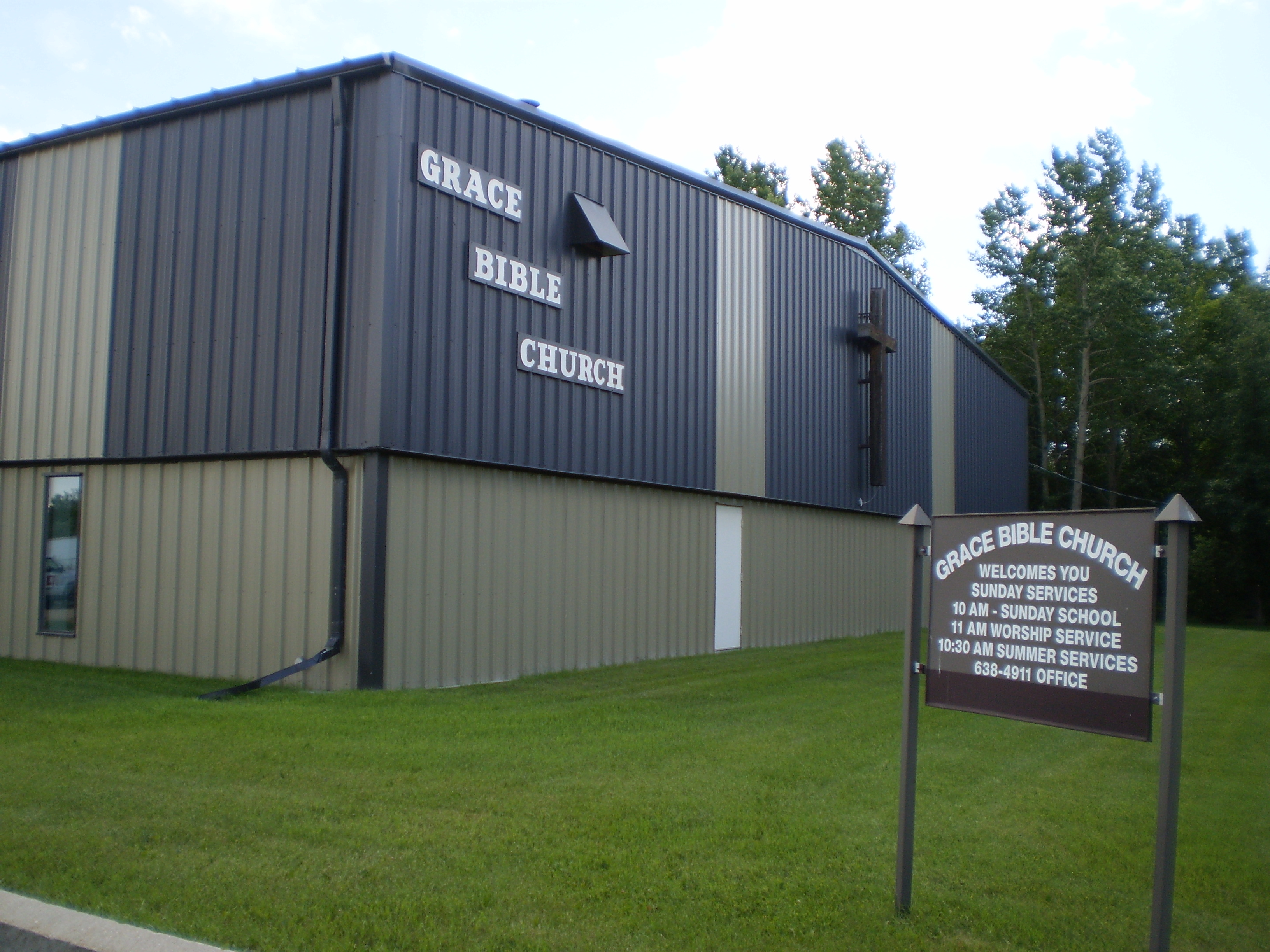
Дім молитви
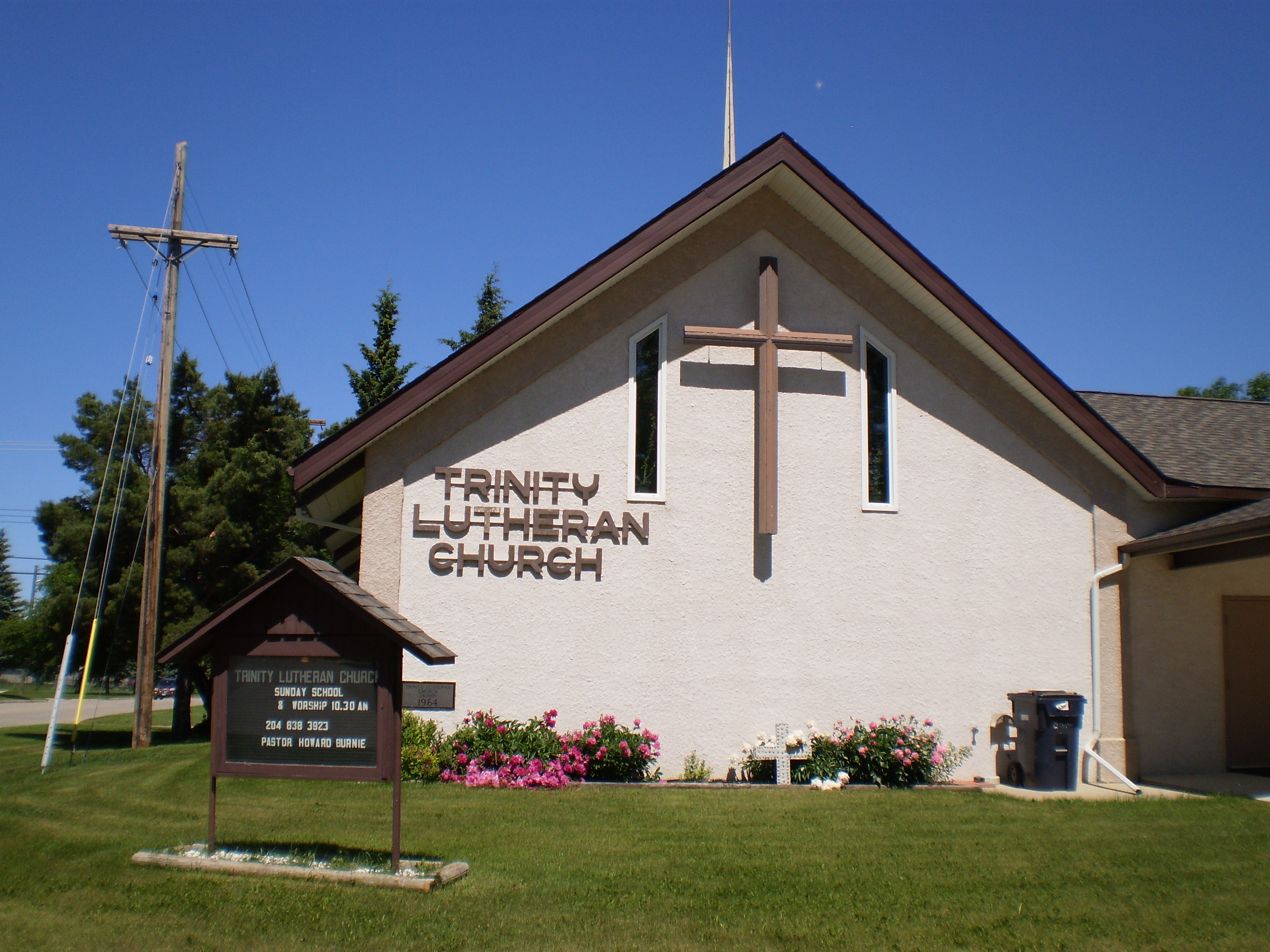
Церква Святої Трійці

## Населення
У 1996 році 41.04 % населення міста становили вихідці з України, 24 % з Англії, 18 % із Шотландії, 12 % з Ірландії. Кожен четвертий виходець з України володіє українською мовою.
У 2006 році населення Дофіна становило 7 906 осіб, у порівнянні з 2001 роком чисельність населення зменшилась на 2,2 %.
Середній дохід населення у 2005 році склав $ 35 527, що нижче середнього по Манітобі ($ 47875).
Згідно з переписом 2011 року в місті проживало 8 251 осіб, що на 4,4 % більше, аніж у 2006 році.

## Відомі люди
Відомі уродженці
- Баррі Троц[en] — головний тренер клубу Національної хокейної ліги «Вашингтон Кепіталс».
- Джеймс Болл — канадський легкоатлет, срібний призер літніх Олімпійських ігор 1928 року в бігу на 400 метрів, дворазовий бронзовий призер літніх Олімпійських ігор 1928 та 1932 років в естафеті 4 × 400 метрів.
- Вільям Джордж Баркер[en] — найтитулованіший військовик Канади. Його іменем названо летовище та школа у місті.
- Василь Теодор Склепович — український письменник.
- Лес Козак — канадський хокеїст.

Відомі мешканці
- Ервінг Ґофман — видатний американський соціолог, виріс у Дофіні.
- Біф Некед (Нейкед) — автор-виконавиця пісень[18]
- Колбі Робак — канадський хокеїст. Виступав за «Флорида Пантерс» та «Анагайм Дакс»[джерело не вказане 1682 дні]
- Борис Новосад — музикант.[19][неавторитетне джерело]